# Ladomedaeus
Ladomedaeus is een geslacht van kreeftachtigen uit de klasse van de Malacostraca (hogere kreeftachtigen).

## Soorten
- Ladomedaeus fungillus Manuel-Santos & Ng, 2007
- Ladomedaeus serratus (Sakai, 1965)